# Priapella compressa
Priapella compressa és una espècie de peix de la família dels pecílids i de l'ordre dels ciprinodontiformes.

## Morfologia
Els mascles poden assolir els 4,5 cm de longitud total i les femelles els 7.

## Distribució geogràfica
Es troba a Chiapas (Mèxic).